# Nati nel 1925/Febbraio
| Questa pagina contiene informazioni ricavate automaticamente dalle voci biografiche con l'ausilio del template Bio e di un bot. L'aggiornamento è periodico e automatico e ricostruisce completamente la pagina. Se manca una persona in questa lista, sei pregato di non aggiungerla, ma accertati piuttosto che la sua voce biografica contenga il template Bio e che i dati anagrafici siano correttamente compilati. Se il template Bio manca, inseriscilo tu stesso o, in alternativa, metti l'avviso {{tmp\|Bio}} che ne segnala la mancanza. Se i dati riportati sono sbagliati, correggi direttamente la voce biografica; le modifiche saranno visibili in questa lista entro pochi giorni. Per chiarimenti vedi il progetto biografie. La lista contiene solo le 156 persone che sono citate nell'enciclopedia e per le quali è stato implementato correttamente il template Bio. Pagina aggiornata al 18 ago 2025. |

- 1º febbraio - Enrico Gualazzi, calciatore italiano († 1972)
- 1º febbraio - Hugh Horner, medico e politico canadese († 1997)
- 1º febbraio - Renzo Menardi, bobbista e politico italiano († 2001)
- 1º febbraio - Hermann Müller-Karpe, archeologo tedesco († 2013)
- 1º febbraio - Giovanni Riggi, mafioso statunitense († 2015)
- 2 febbraio - Miklós Holop, pallanuotista ungherese († 2017)
- 2 febbraio - Adesio Lombardo, cestista uruguaiano
- 2 febbraio - Elaine Stritch, attrice e cantante statunitense († 2014)
- 3 febbraio - Paul Außerleitner, saltatore con gli sci austriaco († 1952)
- 3 febbraio - Shelley Berman, attore e comico statunitense († 2017)
- 3 febbraio - John Fiedler, attore e doppiatore statunitense († 2005)
- 3 febbraio - Giuseppe Gheda, partigiano italiano († 1945)
- 3 febbraio - John Gingell, ufficiale inglese († 2009)
- 3 febbraio - Leon Schlumpf, politico svizzero († 2012)
- 4 febbraio - Arne Åhman, triplista e altista svedese († 2022)
- 4 febbraio - Albino Baldan, canottiere italiano († 1991)
- 4 febbraio - Gerald Calabrese, cestista e politico statunitense († 2015)
- 4 febbraio - Russell Hoban, scrittore statunitense († 2011)
- 4 febbraio - Stanley Karnow, giornalista, scrittore e storico statunitense († 2013)
- 5 febbraio - Alfredo Danti, annunciatore televisivo italiano († 2005)
- 5 febbraio - Karel De Baere, ciclista su strada e pistard belga († 1985)
- 5 febbraio - Atilio López, calciatore paraguaiano († 2016)
- 5 febbraio - Mario Monti, scrittore, curatore editoriale e giornalista italiano († 1999)
- 5 febbraio - Luigi Panigazzi, politico e partigiano italiano († 2021)
- 5 febbraio - Giovanni Perissinotto, calciatore e allenatore di calcio italiano († 2017)
- 5 febbraio - Mansueto Viezzer, compositore italiano († 2009)
- 6 febbraio - Nelson Demarco, cestista uruguaiano († 2009)
- 6 febbraio - Mario Francese, giornalista italiano († 1979)
- 6 febbraio - Ernő Lendvai, musicologo, insegnante e teorico della musica ungherese († 1993)
- 6 febbraio - Elisa Sala, partigiana italiana († 1945)
- 6 febbraio - Pramoedya Ananta Toer, scrittore e attivista indonesiano († 2006)
- 7 febbraio - Daniele Alabiso, montatore italiano
- 7 febbraio - José Curti, calciatore e allenatore di calcio argentino († 2010)
- 7 febbraio - Anatole Dauman, produttore cinematografico francese († 1998)
- 7 febbraio - Luigi Ganassi, calciatore italiano († 2007)
- 7 febbraio - Ján Hluchý, cestista e allenatore di pallacanestro cecoslovacco († 1994)
- 7 febbraio - Hans Schmidt, wrestler canadese († 2012)
- 7 febbraio - Romolo Valli, attore italiano († 1980)
- 7 febbraio - Francesco Varicelli, calciatore italiano
- 8 febbraio - Anna Lina Bagnoli Ravà, giurista italiana († 2005)
- 8 febbraio - Gastone Cottino, giurista, partigiano e politico italiano († 2024)
- 8 febbraio - Raimondo D'Inzeo, cavaliere italiano († 2013)
- 8 febbraio - Oldřich Lajsek, pittore e designer cecoslovacco († 2001)
- 8 febbraio - Jack Lemmon, attore statunitense († 2001)
- 8 febbraio - Vincenzo Mondo, politico e medico italiano († 2004)
- 8 febbraio - Renato Pollini, politico italiano († 2010)
- 8 febbraio - Franco Ressel, attore italiano († 1985)
- 8 febbraio - Viktor Ivanovyč Zarec'kyj, pittore, grafico e pedagogo sovietico († 1990)
- 9 febbraio - Franco Bironi, calciatore italiano († 1990)
- 9 febbraio - Francesco Capotorti, giurista e giudice italiano († 2002)
- 9 febbraio - Newton Cardoso, allenatore di calcio e calciatore brasiliano († 1975)
- 9 febbraio - Christian Gaty, fumettista e illustratore francese († 2019)
- 9 febbraio - Burkhard Heim, fisico tedesco († 2001)
- 9 febbraio - Bobby Lewis, cantante statunitense († 2020)
- 9 febbraio - Carlo Pastorino, politico italiano († 2011)
- 9 febbraio - Charles Perrow, sociologo statunitense († 2019)
- 10 febbraio - Ettore Caccia, critico letterario e italianista italiano († 1973)
- 10 febbraio - Luigi Cattaneo, anatomista italiano († 1992)
- 10 febbraio - Straight Clark, tennista statunitense († 1995)
- 10 febbraio - Brunero Gherardini, presbitero e teologo italiano († 2017)
- 10 febbraio - Kerima, attrice francese († 2014)
- 10 febbraio - Pierre Mondy, attore e regista francese († 2012)
- 10 febbraio - Héctor Ricardo, calciatore argentino († 1989)
- 11 febbraio - George Avery, triplista australiano († 2006)
- 11 febbraio - Horst Bollmann, attore tedesco († 2014)
- 11 febbraio - Virginia E. Johnson, sessuologa statunitense († 2013)
- 11 febbraio - Amparo Rivelles, attrice spagnola († 2013)
- 11 febbraio - Kim Stanley, attrice statunitense († 2001)
- 11 febbraio - Angelo Trentin, calciatore italiano († 2013)
- 12 febbraio - Gastone Biggi, pittore, scrittore e poeta italiano († 2014)
- 12 febbraio - Joan Finney, politica statunitense († 2001)
- 12 febbraio - Joan Mitchell, pittrice statunitense († 1992)
- 12 febbraio - Boris Ulianich, politico, filosofo e storiografo italiano († 2023)
- 13 febbraio - Cesarino Dante Cioce, politico italiano († 2000)
- 13 febbraio - Giuseppe Falcucci, giornalista italiano († 2005)
- 13 febbraio - Johannes Matzen, ex calciatore tedesco orientale
- 13 febbraio - René Pleimelding, allenatore di calcio e calciatore francese († 1998)
- 14 febbraio - José Caeiro, calciatore e allenatore di calcio spagnolo († 1981)
- 14 febbraio - Luciano Casadei, calciatore italiano
- 14 febbraio - Brenno Milani, calciatore italiano († 2004)
- 14 febbraio - Helmut H. Schaefer, matematico tedesco († 2005)
- 14 febbraio - Nina Pimenova, cestista sovietica
- 15 febbraio - Ferruccio Biagini, politico, partigiano e sindacalista italiano († 2014)
- 15 febbraio - Rookie Brown, cestista statunitense († 1971)
- 15 febbraio - Ciccio Busacca, cantastorie e chitarrista italiano († 1989)
- 15 febbraio - Calisto Calisti, attore italiano († 1974)
- 15 febbraio - Gene James, cestista e allenatore di pallacanestro statunitense († 1997)
- 15 febbraio - Bernard Ouchard, archettaio francese († 1979)
- 16 febbraio - Romolo Bizzotto, calciatore e allenatore di calcio italiano († 2017)
- 16 febbraio - Marcello Castoldi, calciatore italiano
- 16 febbraio - Ed Emshwiller, artista, illustratore e regista statunitense († 1990)
- 16 febbraio - François-Xavier Ortoli, politico e funzionario francese († 2007)
- 16 febbraio - Carlos Paredes, musicista e compositore portoghese († 2004)
- 16 febbraio - Carlos Rivas, attore statunitense († 2003)
- 16 febbraio - Koichiro Tomita, astronomo giapponese († 2006)
- 17 febbraio - Ron Goodwin, compositore e direttore d'orchestra britannico († 2003)
- 17 febbraio - Hal Holbrook, attore statunitense († 2021)
- 17 febbraio - Juan Paladino, ex schermidore uruguaiano
- 17 febbraio - Erich Retter, calciatore tedesco († 2014)
- 17 febbraio - Ken Wiesner, altista statunitense († 2019)
- 18 febbraio - Sebastiano Addamo, scrittore e poeta italiano († 2000)
- 18 febbraio - Resi Hammerer, sciatrice alpina austriaca († 2010)
- 18 febbraio - George Kennedy, attore statunitense († 2016)
- 18 febbraio - Krishna Sobti, scrittrice e saggista indiana († 2019)
- 18 febbraio - Rudolf Zibrínyi, calciatore cecoslovacco († 2002)
- 19 febbraio - Art Bakeraitis, cestista statunitense († 2014)
- 19 febbraio - Ugo Gregorin, calciatore italiano († 2010)
- 19 febbraio - Leslie Laing, velocista giamaicano († 2021)
- 19 febbraio - Giorgio Rosa, ingegnere italiano († 2017)
- 19 febbraio - Sergio Rossi, politico italiano († 2015)
- 19 febbraio - Giuseppe Santonastaso, politico e ingegnere italiano († 2007)
- 20 febbraio - Robert Altman, regista e sceneggiatore statunitense († 2006)
- 20 febbraio - Elsa Gamborino, cestista messicana
- 20 febbraio - Gianfranco Parolini, regista e sceneggiatore italiano († 2018)
- 20 febbraio - Girija Prasad Koirala, politico nepalese († 2010)
- 20 febbraio - Thales Monteiro, cestista brasiliano († 1993)
- 21 febbraio - Tom Gehrels, astronomo olandese († 2011)
- 21 febbraio - Aleksej Paramonov, calciatore sovietico († 2018)
- 21 febbraio - Sam Peckinpah, regista e sceneggiatore statunitense († 1984)
- 21 febbraio - Jack Ramsay, cestista, allenatore di pallacanestro e dirigente sportivo statunitense († 2014)
- 21 febbraio - Ihor Naumovyč Šamo, compositore ucraino († 1982)
- 22 febbraio - Willie Cunningham, calciatore scozzese († 2000)
- 22 febbraio - Edward Gorey, scrittore e illustratore statunitense († 2000)
- 22 febbraio - Alexander Grant, ballerino e direttore artistico neozelandese († 2011)
- 22 febbraio - Enrique Martegani, calciatore argentino († 2006)
- 22 febbraio - Bernard Musson, attore francese († 2010)
- 22 febbraio - Giuseppe Pellegrino, politico e avvocato italiano († 2010)
- 22 febbraio - Giuseppe Talamo, storico italiano († 2010)
- 22 febbraio - Karl Vaja, politico italiano († 2007)
- 23 febbraio - Carlo Cedroni, fumettista italiano († 2008)
- 23 febbraio - Franco Grillone, allenatore di calcio e calciatore italiano († 2007)
- 23 febbraio - Omero Losi, calciatore italiano († 2012)
- 23 febbraio - Alessandro Sperlì, attore e doppiatore italiano († 1990)
- 23 febbraio - Louis Stokes, politico statunitense († 2015)
- 23 febbraio - Erika Vollmer, tennista tedesca († 2021)
- 24 febbraio - Etel Adnan, saggista e poetessa libanese († 2021)
- 24 febbraio - Alberto Marson, cestista brasiliano († 2018)
- 24 febbraio - Ernst Foreth, calciatore austriaco († 1999)
- 24 febbraio - Irma Heijting-Schuhmacher, nuotatrice olandese († 2014)
- 24 febbraio - Luis Prais, calciatore uruguaiano († 2005)
- 24 febbraio - Patricia Zipprodt, costumista statunitense († 1999)
- 25 febbraio - Panchito Alba, attore filippino († 1995)
- 25 febbraio - Sergio Belloni, pittore italiano († 2005)
- 25 febbraio - Lisa Kirk, attrice, cantante e ballerina statunitense († 1990)
- 25 febbraio - Eduardo Risso, canottiere uruguaiano († 1986)
- 25 febbraio - Shehu Shagari, politico nigeriano († 2018)
- 26 febbraio - John Llewellyn Moxey, regista britannico († 2019)
- 26 febbraio - Tullio Pitacco, cestista italiano († 1946)
- 26 febbraio - Giancarlo Rossi, politico italiano († 2013)
- 27 febbraio - Vittorino Chiusano, politico italiano († 2018)
- 27 febbraio - Lorenzo Colpo, calciatore italiano
- 27 febbraio - Kenneth Koch, poeta, sceneggiatore e romanziere statunitense († 2002)
- 27 febbraio - Caddo Matthews, allenatore di pallacanestro statunitense († 1979)
- 28 febbraio - Vincenzo Ferro, attore e doppiatore italiano († 2024)
- 28 febbraio - Louis Nirenberg, matematico canadese († 2020)
- 28 febbraio - Josef Röhrig, calciatore tedesco († 2014)